# Táňa Dvořáková
Táňa Dvořáková je česká designérka. Specializuje se na návrhy svítidel do soukromých i veřejných reprezentativních prostor. Vystavovala na oborových veletrzích Euroluce v italském Miláně a Light&Building v německém Frankfurtu nad Mohanem. Je jednou z dvorních designérek české firmy Lasvit.
Mimo jiné je autorkou osvětlení společných prostor hotelu Kempinski v Praze a řady světelných instalací v prostorách sítě hotelů Ritz-Carlton (Dubaj, Hongkong).